# Cantonul Alençon-1
Cantonul Alençon-1 este un canton din arondismentul Alençon, departamentul Orne, regiunea Basse-Normandie, Franța.

## Comune
| Comune                   | Populație (1999) | Cod poștal | Cod INSEE |
| ------------------------ | ---------------- | ---------- | --------- |
| Alençon                  | ...              | 61000      | 61001     |
| Colombiers               | ...              | 61250      | 61111     |
| Condé-sur-Sarthe         | ...              | 61250      | 61117     |
| Cuissai                  | ...              | 61250      | 61141     |
| Damigny                  | ...              | 61250      | 61143     |
| La Ferrière-Bochard      | ...              | 61420      | 61165     |
| Gandelain                | ...              | 61420      | 61182     |
| Héloup                   | ...              | 61250      | 61203     |
| Lalacelle                | ...              | 61320      | 61213     |
| Lonrai                   | ...              | 61250      | 61234     |
| Mieuxcé                  | ...              | 61250      | 61279     |
| Pacé                     | ...              | 61250      | 61321     |
| La Roche-Mabile          | ...              | 61420      | 61350     |
| Saint-Céneri-le-Gérei    | ...              | 61250      | 61372     |
| Saint-Denis-sur-Sarthon  | ...              | 61420      | 61382     |
| Saint-Germain-du-Corbéis | ...              | 61000      | 61397     |
| Saint-Nicolas-des-Bois   | ...              | 61250      | 61433     |